# Берёзовская сельская община (Ровненская область)
Берёзовская сельская община (укр. Березівська сільська громада) — территориальная община в Сарненском районе Ровненской области Украины.
Административный центр — село Берёзовое.
Население составляет 15367 человек. Площадь — 495,8 км².
В соответствии с распоряжением Кабинета Министров Украины от 12 июня 2020 года, в состав общины вошла территория Берёзовского, Глинновского и Каменского сельских советов упразднённого Рокитновского района.

## Населённые пункты
В состав общины входит 10 сёл:
- Берёзовое
  - Грабунь
  - Заболотье
- Глинновский старостинский округ:
  - Глинное
  - Дубно
  - Познань
  - Хмель
- Каменский старостинский округ:
  - Будки-Каменские
  - Каменное
  - Обсич